# Puentecillas, Veracruz
Puentecillas är en ort i Mexiko.   Den ligger i kommunen Acajete och delstaten Veracruz, i den sydöstra delen av landet, 220 km öster om huvudstaden Mexico City. Puentecillas ligger 2 265 meter över havet och antalet invånare är 501.
Terrängen runt Puentecillas är huvudsakligen kuperad, men söderut är den bergig. Terrängen runt Puentecillas sluttar brant österut. Runt Puentecillas är det ganska tätbefolkat, med 172 invånare per kvadratkilometer. Närmaste större samhälle är Xalapa, 13,5 km öster om Puentecillas. Omgivningarna runt Puentecillas är en mosaik av jordbruksmark och naturlig växtlighet.